# استیون ای. امبروز
استیون ای. اَمبروز (انگلیسی: Stephen E. Ambrose؛ ‏ ۱۰ ژانویهٔ ۱۹۳۶ – ۱۳ اکتبر ۲۰۰۲) تاریخ‌نگار، مؤلف و نویسنده اهل ایالات متحده آمریکا بود.
او استادِ رشتهٔ تاریخ در دانشگاه نیواورلئان و نویسندهٔ زندگی‌نامه‌های دو رئیس جمهورِ ایالات متحده آمریکا «دوایت آیزنهاور» و «ریچارد نیکسون» بود.
از فیلم‌ها یا برنامه‌های تلویزیونی که وی در آن نقش داشته است، می‌توان به جوخه برادران اشاره کرد.